# Paul Joly
Paul Joly (Orléans, 7 giugno 2000) è un calciatore francese, difensore dell'Auxerre.

## Carriera
Cresciuto nel settore giovanile di Muides, Blois e Lorient, nel 2018 viene acquistato dall'Amiens, trascorrendo un biennio con la squadra riserve. Nel 2020 si trasferisce all'Auxerre, dove anche qui, inizialmente, gioca nella squadra riserve. Il 13 novembre 2021 ha esordito in prima squadra, in occasione dell'incontro della Coppa di Francia vinto per 2-4 contro il Limonest, partita nella quale realizza anche una rete. Un mese dopo, ha anche esordito in Ligue 2, disputando l'incontro perso per 2-3 contro il Le Havre. Sigla la sua prima rete in campionato il 16 aprile 2022, nella vittoria per 1-4 contro il Pau. Al termine della stagione, totalizza 10 presenze e 2 reti e contribuisce alla promozione della squadra in massima serie. Il 14 agosto successivo ha quindi esordito in Ligue 1, nell'incontro pareggiato per 2-2 contro l'Angers.

## Statistiche

### Presenze e reti nei club
Statistiche aggiornate al 19 aprile 2025.
| Stagione         | Squadra          | Campionato       | Campionato | Campionato | Coppe nazionali | Coppe nazionali | Coppe nazionali | Coppe continentali | Coppe continentali | Coppe continentali | Altre coppe | Altre coppe | Altre coppe | Totale | Totale |
| Stagione         | Squadra          | Comp             | Pres       | Reti       | Comp            | Pres            | Reti            | Comp               | Pres               | Reti               | Comp        | Pres        | Reti        | Pres   | Reti   |
| ---------------- | ---------------- | ---------------- | ---------- | ---------- | --------------- | --------------- | --------------- | ------------------ | ------------------ | ------------------ | ----------- | ----------- | ----------- | ------ | ------ |
| 2018-2019        | Amiens 2         | N3               | 3          | 0          |                 | -               | -               |                    | -                  | -                  |             | -           | -           | 3      | 0      |
| 2019-2020        | Amiens 2         | N3               | 15         | 1          |                 | -               | -               |                    | -                  | -                  |             | -           | -           | 15     | 1      |
| Totale Amiens 2  | Totale Amiens 2  | Totale Amiens 2  | 18         | 1          |                 | -               | -               |                    | -                  | -                  |             | -           | -           | 18     | 1      |
| 2020-2021        | Auxerre 2        | N2               | 9          | 0          |                 | -               | -               |                    | -                  | -                  |             | -           | -           | 9      | 0      |
| 2021-2022        | Auxerre 2        | N2               | 10         | 0          |                 | -               | -               |                    | -                  | -                  |             | -           | -           | 10     | 0      |
| Totale Auxerre 2 | Totale Auxerre 2 | Totale Auxerre 2 | 19         | 0          |                 | -               | -               |                    | -                  | -                  |             | -           | -           | 19     | 0      |
| 2021-2022        | Auxerre          | L2               | 7          | 1          | CF              | 3               | 1               |                    | -                  | -                  |             | -           | -           | 10     | 2      |
| 2022-gen. 2023   | Auxerre          | L1               | 10         | 0          | CF              | 0               | 0               |                    | -                  | -                  |             | -           | -           | 10     | 0      |
| gen.-giu. 2023   | Digione          | L2               | 19         | 0          |                 | -               | -               |                    | -                  | -                  |             | -           | -           | 19     | 0      |
| 2023-2024        | Auxerre          | L2               | 37         | 0          | CF              | 1               | 0               |                    | -                  | -                  |             | -           | -           | 38     | 0      |
| 2024-2025        | Auxerre          | L1               | 21         | 0          | CF              | 1               | 0               |                    | -                  | -                  |             | -           | -           | 22     | 0      |
| Totale Auxerre   | Totale Auxerre   | Totale Auxerre   | 75         | 1          |                 | 5               | 1               |                    | -                  | -                  |             | -           | -           | 80     | 2      |
| Totale carriera  | Totale carriera  | Totale carriera  | 131        | 2          |                 | 5               | 1               |                    | -                  | -                  |             | -           | -           | 136    | 3      |

## Palmarès

### Club

#### Competizioni nazionali
- Campionato francese di seconda divisione: 1

Auxerre: 2023-2024